# Дом короля
Дом короля (фр. La maison du roi, Мэзон дю Руа) — военная, гражданская и духовная администрация монарха в дореволюционной Франции и при реставрации Бурбонов. Дом короля следует отличать как от Дома Франции (фр. La maison de France), который в русском языке традиционно называется «французским королевским домом», так и от королевского двора. Термин «maison du roi» обозначает в целом организацию и отдельных лиц, обслуживающих персону короля, занимающихся удовлетворением его личных потребностей. Точный состав и обязанности подразделений Дома короля неоднократно менялись с течением времени.  
Первые документы, регламентирующие состав Дома короля относятся ко времени правления Генриха III — к 1578 и к 1585 годам. 
Тремя основными подразделениями Дома короля являются: 
- гражданский дом (maison civile du roi de France);
- военный дом (maison militaire du roi de France);
- духовный дом (Maison ecclésiastique du roi de France).

При Старом режиме Домом короля называлась часть королевского двора, специально связанная со службой и персоной короля. С 1671 года он делился на военную и гражданскую части.
Гражданский дом короля включал высших придворных сановников: великого раздавателя милостыни, великого магистра, первого дворцового распорядителя, первого хлебодара, великого камергера, четверых первых дворян палаты, великого магистра гардероба, великого прево, главного квартирмейстера, великого магистра церемоний, великого конюшего, великого ловчего.
Эти службы, носившие домашний характер, не обладали никакой политической властью, но были весьма доходными и король назначал на данные посты представителей знатнейших домов Франции. Действительные службы находились в руках субалтернов, также принадлежавших к знати или, в случае с медиками и хирургами, аноблированных.
Дом короля возглавлял государственный секретарь королевского дома. Изначально он был просто министром двора, но со временем его полномочия расширились. Он занимался различными делами, которые не относились к сфере деятельности какого-либо другого министра (не относились к военным, морским, иностранным делам или финансам). В XVIII веке ведомству королевского дома было подчинено большинство провинций: в 1760 году в сферу его компетенции входили 2/3 интендантств Франции, а в 1787 году он стал контролировать 4/5 всех интендантств (лишь пограничные интендантства остались в подчинении военного государственного секретариата). 
Юридически гражданский дом был создан только при Реставрации ордонансом 1 ноября 1820, разделившим его на шесть служб:
- Великий раздаватель милостыни
- Великий магистр Франции
- Великий камергер
- Великий конюший
- Великий ловчий
- Великий магистр церемоний

Этот аппарат исчез при Июльской монархии, а часть должностей существовала под иными названиями. Разделение на гражданский и военный дома снова появилось при Второй империи; они имели единого главу в лице министра дома императора.
Во времена Первой империи была заимствована часть подразделений, существовавших при старом режиме: великий раздаватель милостыни, великий дворцовый маршал, великий камергер, великий конюший, великий ловчий, великий магистр церемоний, к которым добавились великое казначейство короны, музыка часовни и палаты, служба здравоохранения, совет императорского дома.
Военный дом короля (Maison militaire du roi de France) в 1775 году состоял из десяти рот: гвардейцев («телохранителей», gardes du corps, 4 роты), мушкетеров (2 роты), шеволежеров (1 рота), жандармов (1 maison-rouge), конных гренадер (1 рота), привратной стражи (1 рота), ста швейцарцев (1 рота).
Французские и швейцарские гвардейцы, как и гвардейцы дворцового превотства, также в большей или меньшей степени относились к персоне короля, но не входили в состав военного дома. Людовик XVI, в основном из соображений экономии, значительно сократил свой военный дом, упразднив мушкетеров, шеволежеров, maison-rouge, конных гренадер, привратную стражу. К 1792 году король располагал только швейцарской гвардией.
По утверждению «Энциклопедии», конные гренадеры формально не относились к дому короля, хотя действовали совместно с его частями и в полевых условиях располагались рядом с ротами телохранителей. Другие роты формировали кавалерию дома короля, которую в бою поддерживали пехотные подразделения французской и швейцарской гвардии.
Людовик XVIII в 1814 году восстановил военный дом с прежней дореволюционной униформой, давно вышедшей из моды и вызывавшей насмешки современников. В 1815 году все его подразделения были объединены под именем королевской гвардии, которая просуществовала до Июльской революции.